# Tserenpiliyn Gombosüren

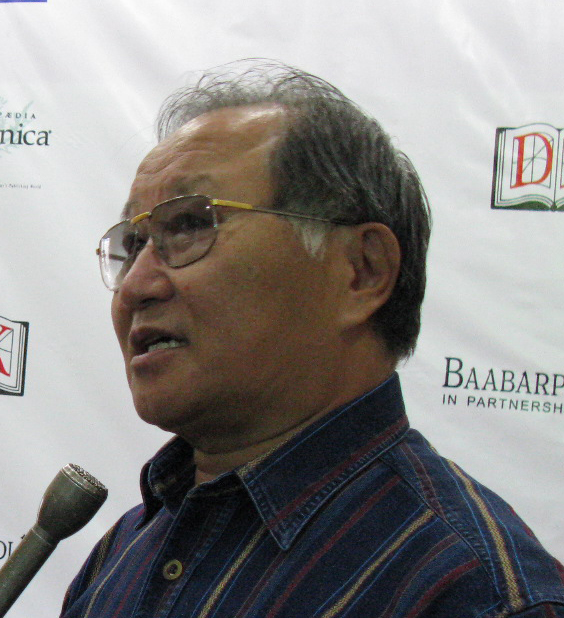
Tserenpiliyn Gombosüren, 2008

Tserenpiliyn (Tserenpiliin) Gombosüren (mongolisch Цэрэнпилийн Гомбосүрэн; * 5. Januar 1943 in Chudschirt, Öwörchangai-Aimag) ist ein ehemaliger mongolischer Politiker der Mongolischen Revolutionären Volkspartei (MRVP) in der Mongolischen Volksrepublik, der unter anderem zwischen 1988 und 1996 Außenminister war.

## Leben
Tserenpiliyn Gombosüren absolvierte ein Studium als Ingenieur am Institut für Druckereiwesen in der Sowjetunion und arbeitete danach zwischen 1967 und 1974 als Ingenieur in der Staatlichen Druckerei. Nach einem darauf folgenden Studium von 1974 bis 1976 an der Parteihochschule der KPdSU „Wladimir Iljitsch Lenin“ in Moskau war er nach seiner Rückkehr zwischen 1976 und 1984 Abteilungsleiter im Außenministerium sowie im Anschluss von 1984 bis 1987 Botschaftsrat an der Botschaft in der Sowjetunion. Nach seiner neuerlichen Rückkehr fungierte er zwischen 1987 und 1988 als stellvertretender Leiter der Abteilung Auswärtige Beziehungen des Zentralkomitees (ZK) der Mongolischen Revolutionären Volkspartei (MRVP).
1988 löste Tserenpiliyn Gombosüren den langjährigen Außenminister Mangalyn Dügersüren ab und bekleidete dieses Amt auch nach der mit dem Zusammenbruch des Kommunismus erfolgten Abschaffung der „führenden Rolle“ der MRVP in der Mongolischen Volksrepublik am 23. März 1990 bis zu seiner Ablösung durch Mendsaikhany Enkhsaikhan am 30. Juli 1996. Im März 1990 wurde er noch zum Mitglied des Politbüros und Sekretär des ZK der MRVP gewählt und gehörte im Anschluss zwischen April und November 1990 dem daraus hervorgegangenen Präsidium der MRVP an. Er war ferner auch Deputierter des Großen Staats-Chural.

## Veröffentlichung
- Mongol Ulsyn XX zuuny gadaad bodlogiin tüükhen goin (Historische Untersuchung der mongolischen Außenpolitik im 20. Jahrhundert), Mitautor Mangalyn Dügersüren, Nationaluniversität der Mongolei, Ulaanbaatar, 2004